# Stp4
Stp4 (англ. sugar transporter protein 4) — ген модельного растения Arabidopsis thaliana. Этот ген кодирует интегральный мембранный белок плазматической мембраны клеток в корнях, пыльниках и проводящих тканях.
Главная функция белка — транспорт моносахаридов в ткани в симпорте с ионом водорода. Особый интерес представляет для учёных тот факт, что транскрипция этого гена усиливается в ответ на внешний стресс, в особенности на поранение и инфицирование патогенным грибом Erysiphe cichoracearum.

## Внешние ссылки
- TAIR
- UniProt